# Man, Woman and Sin
Pour plus de détails, voir Fiche technique et Distribution.
Man, Woman and Sin est un film américain réalisé par Monta Bell, sorti en 1927.

## Synopsis
Albert Whitcomb est dévoué à sa mère. Il décroche un emploi de petit journaliste et s'emmêle de manière romantique avec la rédactrice en chef de la société, Vera Worth. Cependant, il ne se rend pas compte qu'elle est la maîtresse du propriétaire du journal, Bancroft.

## Fiche technique
- Titre : Man, Woman and Sin
- Réalisation : Monta Bell
- Scénario : Monta Bell et Alice D.G. Miller
- Direction artistique : Cedric Gibbons et Merrill Pye
- Photographie : Percy Hilburn
- Montage : Blanche Sewell
- Société de production : Metro-Goldwyn-Mayer
- Pays d'origine : États-Unis
- Format : Noir et blanc - 1,33:1 - Film muet
- Genre : drame
- Durée : 70 minutes
- Date de sortie : 1927

## Distribution
- John Gilbert : Albert Whitcomb
- Jeanne Eagels : Vera Worth
- Gladys Brockwell : Mrs Whitcomb
- Marc McDermott : Bancroft
- Philip W. Anderson : Al Whitcomb, enfant
- Hayden Stevenson : le reporter
- Charles K. French : l'éditeur
- Aileen Manning
- Robert Livingston : Danseur (à confirmer, non crédité)